# Panagiotis Giannakis
Panagiotis Giannákis (en griego Παναγιώτης Γιαννάκης), nacido el 1 de enero de 1959 en Níkea, es un exjugador y actual entrenador de baloncesto griego. Fue seleccionador de Grecia.
Como jugador ocupaba el puesto de base, formando parte de la selección griega que se proclamó campeona de Europa de Grecia en 1987, formando una pareja de bases con Nikos Galis que también se producía en el Aris de Salónica. 
Dos años después, en 1989, formó parte también de la selección griega que consiguió la medalla de plata en el Campeonato de Europa celebrado en Zagreb. 
Con el Panathinaikos consiguió la Euroliga en 1996, después de cuatro participaciones en la Final Four. Puso fin a su carrera de jugador después de los Juegos Olímpicos de Atlanta de 1996.
Comenzó su carrera como entrenador. En 2005, lleva a la selección griega a conseguir el campeonato de Europa de Belgrado. En 2006, consigue la medalla de plata en el campeonato del mundo de Japón, llegando a la final después de batir al equipo de Estados Unidos. En esa final, el equipo griego perdió contra la selección española.

## Clubes

### Como jugador
- 1972-1984 Ionikos Nikaias B.C.
- 1984-1993 Aris Salónica BC
- 1993-1994 Panionios BC
- 1994-1996 Panathinaikos BC

### Como entrenador
- 1997-1998 Grecia
- 1998-2002 Panionios BC
- 2002-2006 Maroussi BC
- 2004-2008 Grecia
- 2008-2010 Olympiacos B.C.
- 2012-2013 Limoges CSP
- 2013-2014 China
- 2017-  Aris Salónica BC

## Palmarés
Jugador
- Liga de Grecia: 7

Aris Salónica BC: 1985, 1986, 1987, 1988, 1989, 1990, 1991
- Copa de Grecia: 7

Aris Salónica BC: 1985, 1987, 1988, 1989, 1990, 1992.
Panathinaikos BC: 1996
- Recopa: 1

Aris Salónica BC: 1993
- Euroliga: 1

Panathinaikos BC: 1996
Entrenador
- Copa de Grecia: 1

Olympiacos B.C.: 2010